# Tønsberg Ishall
Tønsberg Ishall – kryte lodowisko położone w Tønsbergu, na którym swoje mecze rozgrywa drużyna hokejowa 1. divisjon – Tønsberg Vikings. Obiekt powstał w 1995 roku i może pomieścić 400 widzów.